# Kákics
Kákics is een plaats (község) en gemeente in het Hongaarse comitaat Baranya. Kákics telt 225 inwoners (2001).